# Romagnola

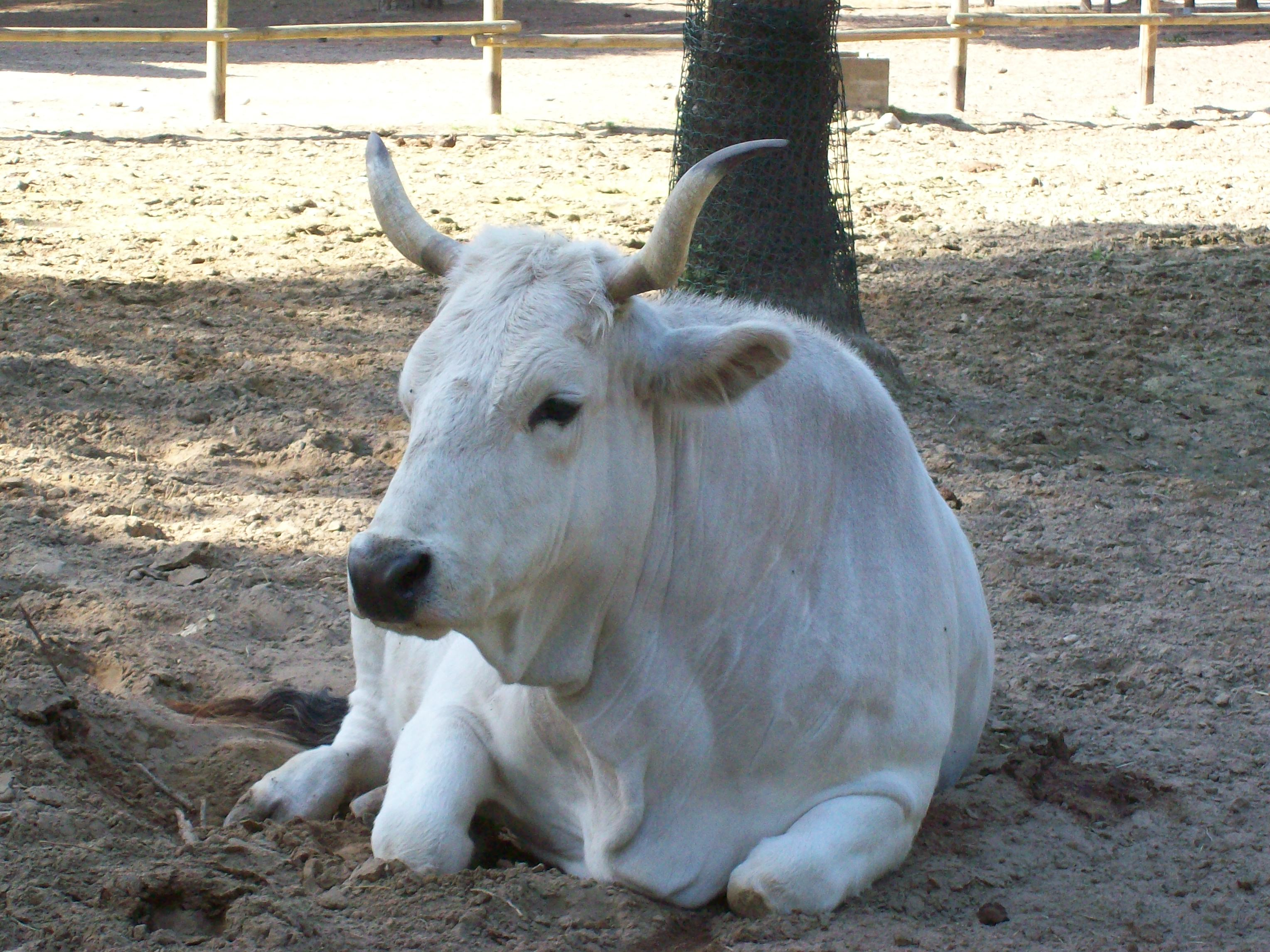
Romagnola-Rind

Die Romagnola ist eine typische Rinderrasse der Romagna. In der Vergangenheit wurden Rinder dieser Rasse auch zu Arbeitszwecken eingesetzt, während sie heute ausschließlich wegen ihres Fleisches ausgewählt werden.
Die Rasse Romagnola ist sehr alt und stammt vom Bos taurus macroceros ab, einem Steppenrind aus Mittelosteuropa in der Region Podolien in der Ukraine.